# Brûlage des chaumes

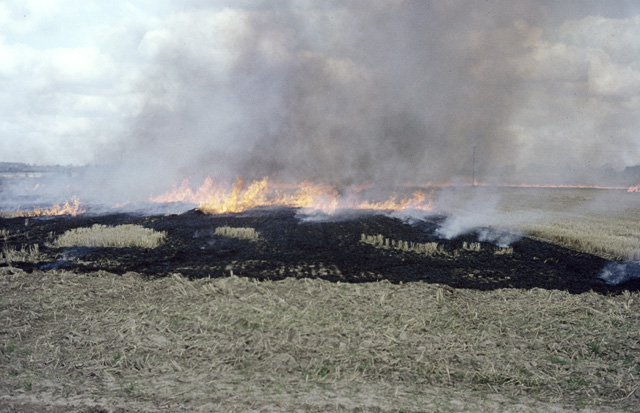
Brûlage de chaumes dans l'Essex (Angleterre) en 1986.

Le brûlage des chaumes est l'incendie délibéré des chaumes et résidus de paille qui restent sur le sol après la moisson du blé et d'autres céréales.
Cette pratique était répandue jusque dans les années 1990 dans la plupart des pays, jusqu'à ce que certains gouvernements introduisent des limites.

## Effets

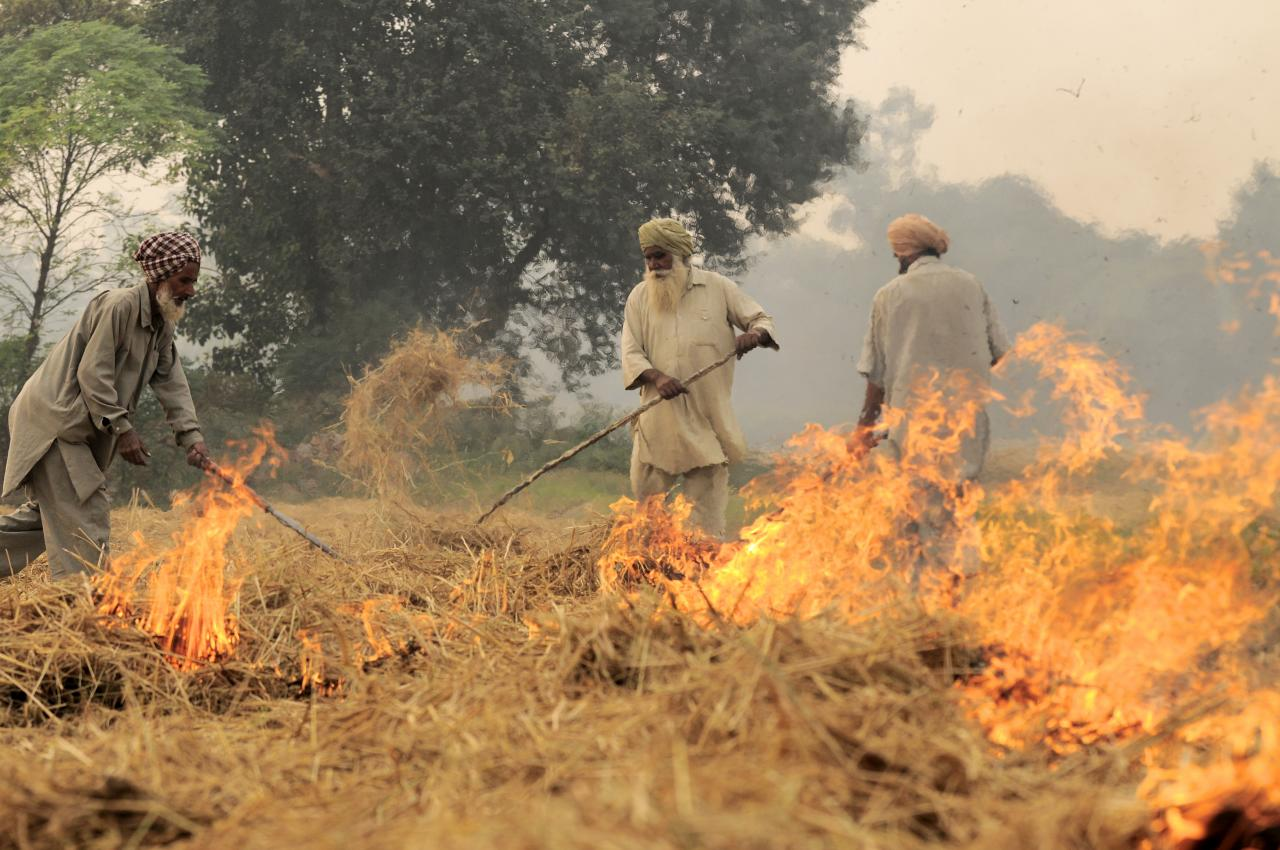
Brûlage de résidus de riz après la récolte près de Sangrur (Pendjab, Inde).

Le brûlage des chaumes, qui s'oppose à d'autres pratiques, telles que l'enfouissement dans le sol par déchaumage mécanique, a un certain nombre de conséquences et d'effets sur l'environnement.
Le brûlage des chaumes :
- nettoie rapidement les champs et est peu onéreux,
- élimine les mauvaises herbes, y compris celles résistantes à des herbicides,
- tue les limaces et autres ravageurs,
- peut réduire la fixation de l'azote.

Cependant, il a un certain nombre d'effets néfastes sur l'environnement :
- perte de nutriments,
- pollution par la fumée,
- risque de dégâts aux équipements électriques et électroniques,
- risque de propagation d'incendies non maîtrisés[2].

On estime généralement que la combustion des chaumes contribue à dégager du CO2 dans l'atmosphère. Cependant, les rejets de dioxyde de carbone ne sont que légèrement supérieurs à ceux issus de la décomposition naturelle.

## Alternatives au brûlage du chaume
Plusieurs entreprises dans le monde utilisent les restes de déchets agricoles pour fabriquer de nouveaux produits. Les déchets agricoles peuvent servir de matières premières pour de nouvelles applications, telles que le papier et le carton, les huiles biosourcées, le cuir, les produits jetables de restauration, le carburant et le plastique.